# Otto Borch
Otto Rose Borch (1. september 1921 i Aarhus – 21. marts 2013) var en dansk diplomat.

## Uddannelse og modstandsarbejde
Han var søn af direktør A. Borch (død 1956) og hustru Ninna født Lassen (død 1968), blev student fra Randers Statsskole 1940 og deltog 1944-45 i modstandsbevægelsen som medlem af Frihedsrådets Bladudvalg og redaktør af det illegale blad Fri Presse.

## Karriere
Efter Besættelsen blev Borch cand. jur. 1948 og studerede ved Columbia University i New York 1948-49. Borch blev sekretær i Udenrigsministeriet 1949, ambassadesekretær i Bonn 1954, fuldmægtig i Udenrigsministeriet 1959, konstitueret kontorchef 1961 og udnævnt 1962. Derpå blev han ambassaderåd ved Danmarks faste repræsentation ved Det Nordatlantiske Råd (NATO) i Paris 1964, anm. som ministre conseiller, Danmarks faste repræsentant ved FN i New York 1967 og Danmarks repræsentant i FN's sikkerhedsråd 1967-68, hvor han altså var den højspændte situation efter Seksdageskrigen.
Otto Borch blev udenrigsråd og chef for Udenrigsministeriets politiske afdeling 1974, hvilket han var til 1976. Derefter blev han udnævnt til Danmarks ambassadør i Washington D.C. til 1983 og var fra 1. oktober 1988 til 1991 Danmarks ambassadør i Stockholm. Han har også været chef for NATO-ambassaden i Bruxelles.
Efter sin egentlige pensionering blev det overdraget Otto Borch at forberede kommende danske ambassader i Riga, Vilnius og Tallinn efter Danmarks anerkendelse af de tre baltiske landes nyvundne selvstændighed. 24. august 1991 genoprettede Danmark diplomatiske forbindelser med de tre lande.
Han blev gift 19. april 1951 med cand. jur. Astrid Lundbye (født 15. april 1926 i Rostock), datter af professor Johan Thomas Lundbye og hustru Alexandra født Farre.
Borch er begravet på Garnisons Kirkegård.

## Dekorationer
- Kommandør af 1. grad af Dannebrogordenen (1. januar 1981)
- Ridder af Forbundsrepublikken Tysklands Fortjenstorden (1959)
- Kommandør med storkors af Nordstjerneordenen
- Kommandør med stjerne af Sankt Olavs Orden
- 2. klasse af Zastave Ordenen (Det jugoslaviske Flags Orden)